# Helena Rzepecka
Helena Rzepecka (ur. 24 maja 1863 w Poznaniu, zm. 22 maja 1916 w Poznaniu) – polska nauczycielka, publicystka, działaczka społeczno-niepodległościowa. 

## Życiorys
Córka Ludwika Władysława Rzepeckiego i Romaine Gex, starsza siostra Karola Rzepeckiego i Kazimierza Rzepeckiego.
Ukończyła Szkołę Ludwiki (uzyskała tam dyplom nauczycielki prywatnej). Od śmierci ojca w 1894 roku redaktorka „Gońca Wielkopolskiego”. Mimo sprzedaży gazety przez rodzinę Rzepeckich w 1899 roku, pozostała w redakcji do 1904 roku, kiedy to gazeta upadła.
Współzałożycielka Towarzystwa Przyjaciół Wzajemnego Pouczania się i Opieki nad Dziećmi „Warta” (1894), Towarzystwa Czytelni dla Kobiet (1895) i Towarzystwa Śpiewaczego „Lutnia”.
W 1905 roku otworzyła pensjonat żeński w Poznaniu, gdzie polskie uczennice przechodziły półroczny kurs w zakresie ojczystego języka, historii i literatury.
Współpracowała z „Kurierem Poznańskim”, w 1909 roku organizowała zjazd polskich stowarzyszeń kobiecych w Poznaniu. Redaktorka „Śpiewnika” od 1910 do 1914 roku.
Została pochowana na cmentarzu Zasłużonych Wielkopolan w Poznaniu.

## Wybrane publikacje
- Historia pensji Anny i Anastazji Danysz, Poznań 1909
- Ojczyzna w piśmie i pomnikach. Ilustrowane dzieje piśmiennictwa polskiego, 2 t., Poznań 1911
- Kim jest Zygmunt Krasiński, Poznań 1912
- Księdza Piotra Skargi znaczenie w dziejach naszych, Poznań 1912
- Kim był Karol Marcinkowski, Lwów 1913